# Beszyn
Beszyn – wieś w Polsce, położona w województwie kujawsko-pomorskim, w powiecie włocławskim, w gminie Lubień Kujawski.
| SIMC    | Nazwa     | Rodzaj     |
| ------- | --------- | ---------- |
| 0865183 | Beszynek  | część wsi  |
| 0865214 | Kowalki   | część wsi  |
| 0865237 | Siemionki | przysiółek |
| 0865220 | Zimowizna | część wsi  |

W latach 1975–1998 wieś administracyjnie należała do województwa włocławskiego.
Według Narodowego Spisu Powszechnego (III 2011 r.) liczyła 151 mieszkańców. Jest szesnastą co do wielkości miejscowością gminy Lubień Kujawski.
Urodził się tu Mieczysław Treutler – podporucznik, w powstaniu warszawskim dowódca 2. drużyny  II plutonu 3. kompanii „Giewonta” w batalionie „Zośka” Armii Krajowej.